# NGC 3056
NGC 3056 ist eine Linsenförmige Galaxie vom Hubble-Typ SA0-a im Sternbild Luftpumpe am Südsternhimmel. Sie ist schätzungsweise 34 Millionen Lichtjahre von der Milchstraße entfernt und hat einen Durchmesser von etwa 20.000 Lichtjahren.
Das Objekt wurde am 30. März 1835 von dem Astronomen John Herschel mit seinem 18,7-Zoll-Spiegelteleskop entdeckt und später von Johan Dreyer in seinen New General Catalogue aufgenommen.